# Hintenmeiswinkel
Hintenmeiswinkel ist eine aus einer Hofschaft hervorgegangene Ortslage in der bergischen Großstadt Solingen.

## Lage und Beschreibung
Hintenmeiswinkel liegt abseits städtischer Bebauung südwestlich von Widdert im Südwesten des Stadtbezirks Burg/Höhscheid. Der Ort befindet sich auf einer Bergnase zwischen dem Vormeiswinkeler Bach im Norden, der Wupper im Süden und dem nach ihm benannten Hintenmeiswinkeler Bach im Osten. Die Wupper bildet die Stadtgrenze zu Leichlingen. Das bewaldete Untere Wuppertal südlich von Hintenmeiswinkel ist als Naturschutzgebiet Tal- und Hangbereiche der Wupper mit Seitenbächen ausgewiesen. Über einen kleinen Höhenzug führt als Höhenrückenstraße der Hintenmeiswinkeler Weg, der den Ort erschließt und mit Widdert  verbindet.
Den Ort prägt bis heute teilweise die Landwirtschaft, die Hänge im Osten des Ortes sind umgeben von Feldern und Weiden und gehören zu mehreren landwirtschaftlichen Betrieben. Im Ort sind einzelne historische Fachwerk- und Schiefergebäude erhalten.
Benachbarte Orte sind bzw. waren (von Nord nach West): Vormeiswinkel, Strupsmühle, Lache, Eintracht, Kulle, Untenwiddert, Caspersfeld, Friedrichshöhe, Friedrichsaue (alle zu Solingen), Leysiefen, Altenhof und Nesselrath (alle zu Leichlingen), sowie Wipperkotten, Wippe und Wipperbanden (alle zu Solingen).

## Etymologie
Der Ortsname ist vermutlich von der Vogelart Meise abgeleitet.

## Geschichte
Meiswinkel ist als Einzelhof seit dem 13. Jahrhundert nachweisbar und zählt damit zu den ältesten Höfen auf dem Gebiet der späteren Bürgermeisterei Höhscheid. Die urkundliche Ersterwähnung erfolgte als Mesewinkele im Jahr 1265. Aus dem Einzelhof entwickelten sich über die Jahrhunderte die heute noch vorhandenen Orte Vor- und Hintenmeiswinkel.:2
In der Karte Topographia Ducatus Montani, Blatt Amt Solingen, von Erich Philipp Ploennies aus dem Jahr 1715 ist das heutige Hintenmeiswinkel mit einer Hofstelle verzeichnet und als Meisewinckel benannt. Der Ort wurde in den Registern der Honschaft Höhscheid innerhalb des Amtes Solingen geführt. Die Topographische Aufnahme der Rheinlande von 1824 verzeichnet den Ort als Meiswinkel, die Preußische Uraufnahme von 1844 als Hinter Meiswinkel. In der Topographischen Karte des Regierungsbezirks Düsseldorf von 1871 ist der Ort als Hint. Meiswinkel verzeichnet. Die Preußische Neuaufnahme von 1893 verzeichnet den Ort in der heute gebräuchlichen Form als Hintenmeiswinkel.
Nach Gründung der Mairien und späteren Bürgermeistereien Anfang des 19. Jahrhunderts gehörte der Ort zur Bürgermeisterei Höhscheid, die 1856 zur Stadt erhoben wurde und lag dort in der nach ihm benannten Flur VI. Meiswinkel.
Mit der Städtevereinigung zu Groß-Solingen im Jahre 1929 wurde Hintenmeiswinkel ein Ortsteil Solingens.

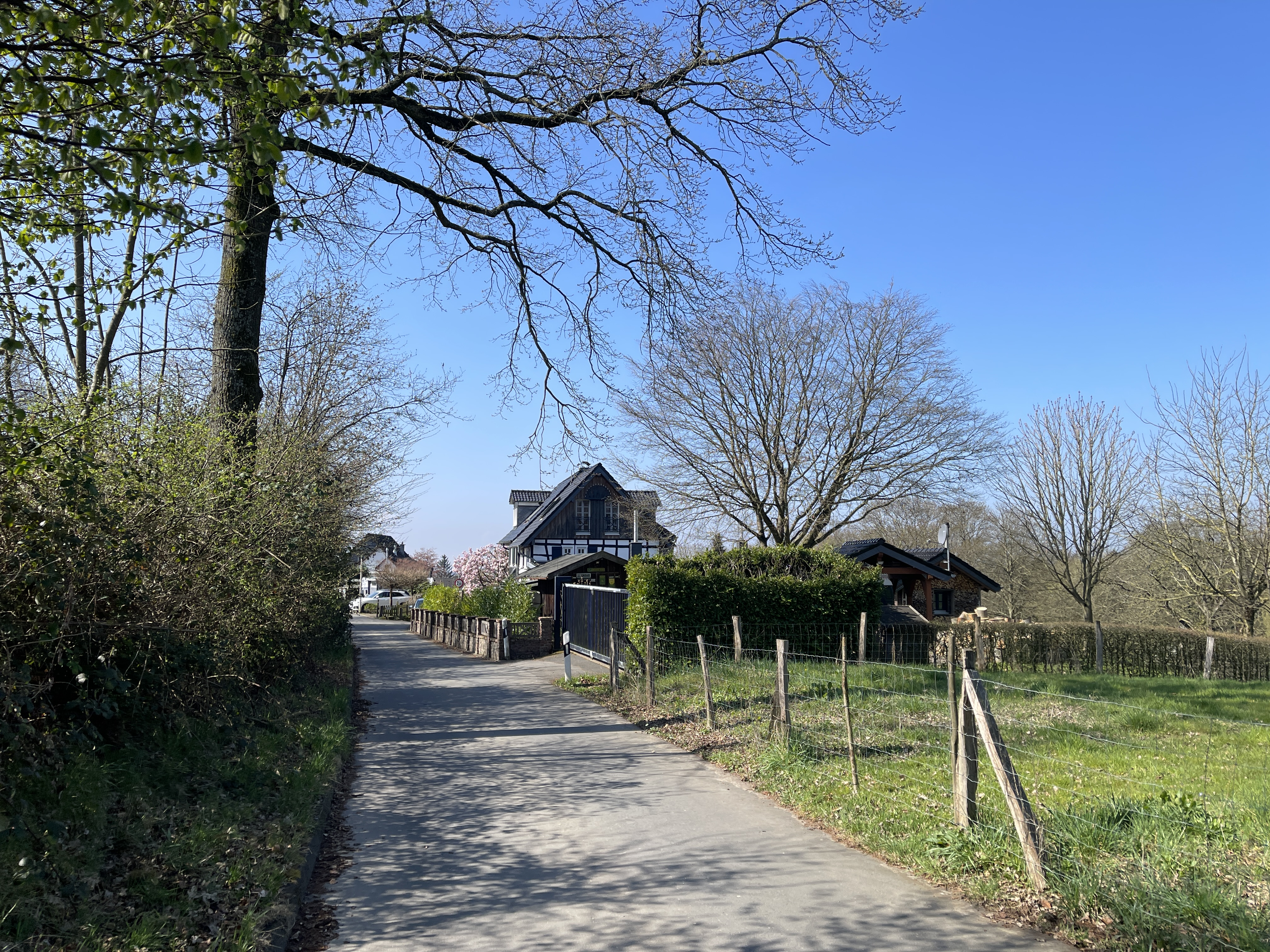
Ortseingang Hintenmeiswinkel
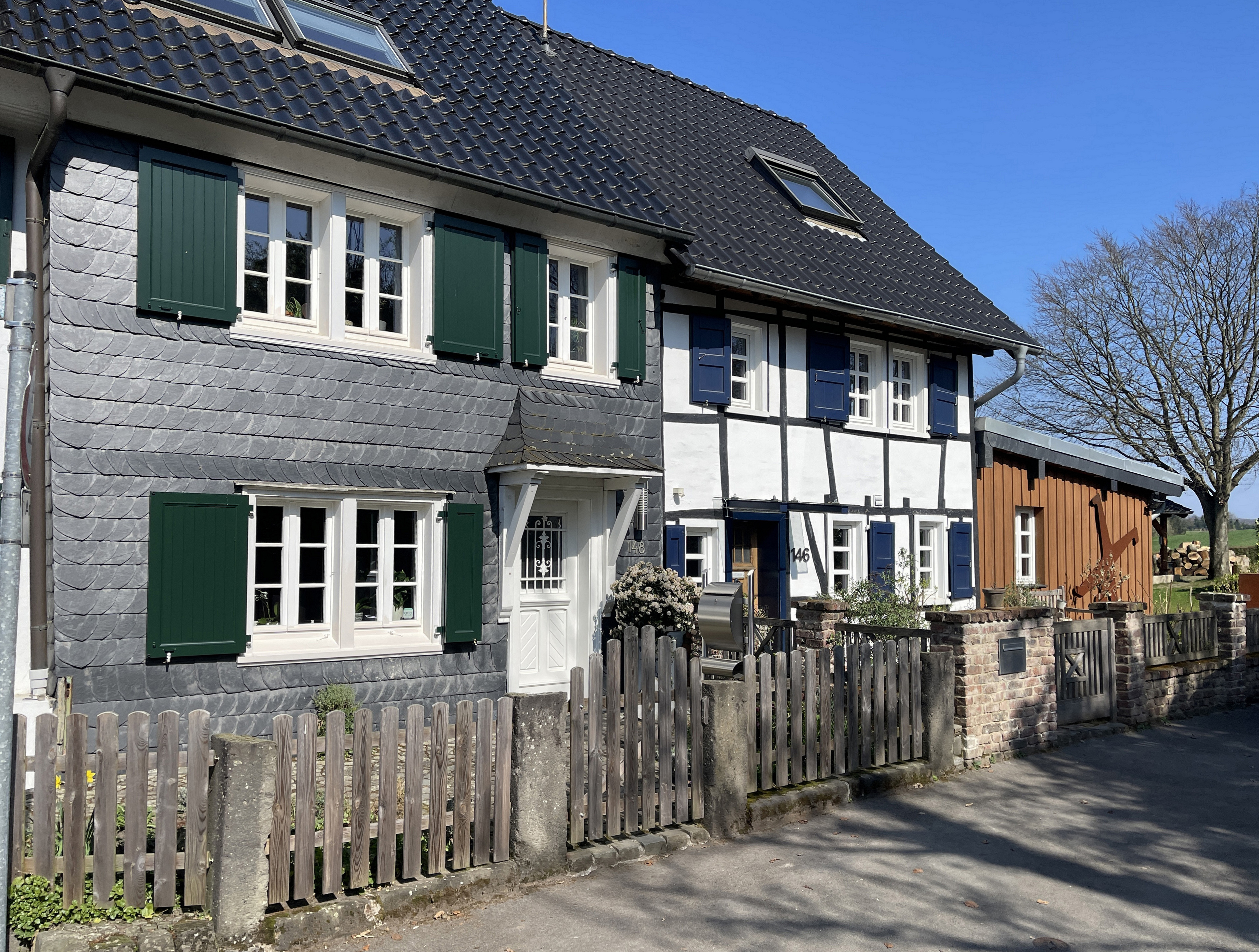
Hintenmeiswinkeler Weg 146/148
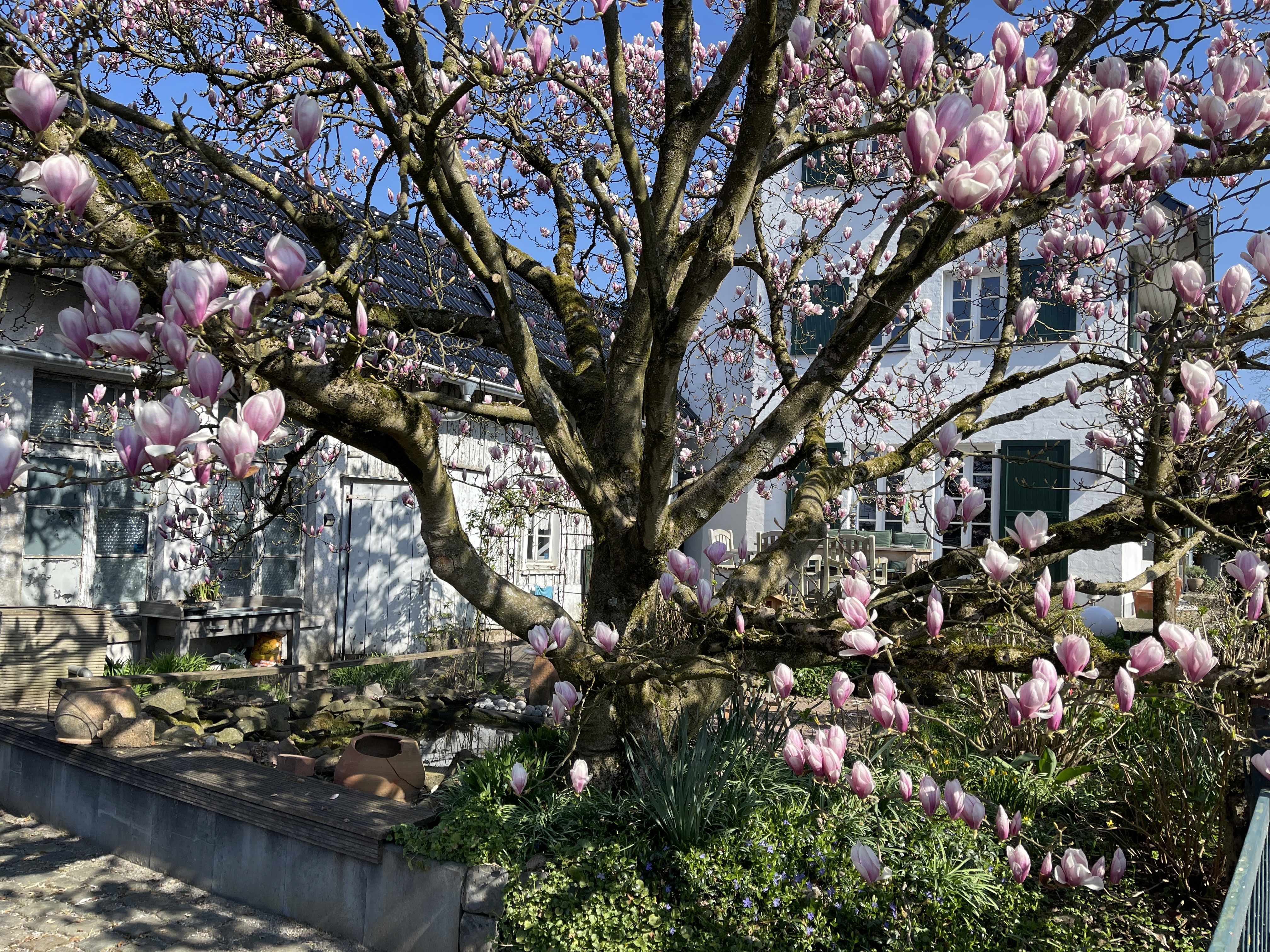
Magnolienblüte in Hintenmeiswinkel
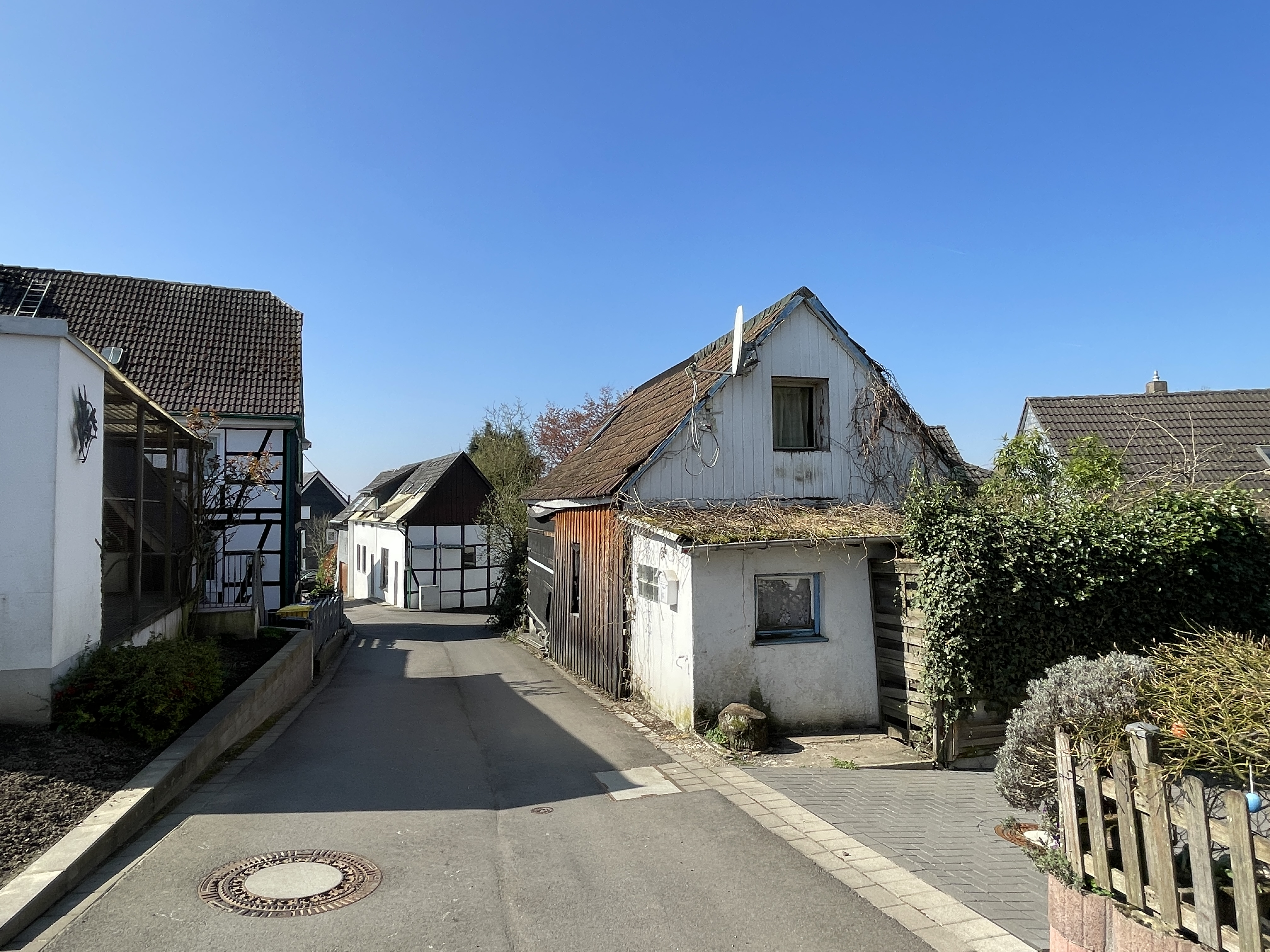
Hintenmeiswinkel
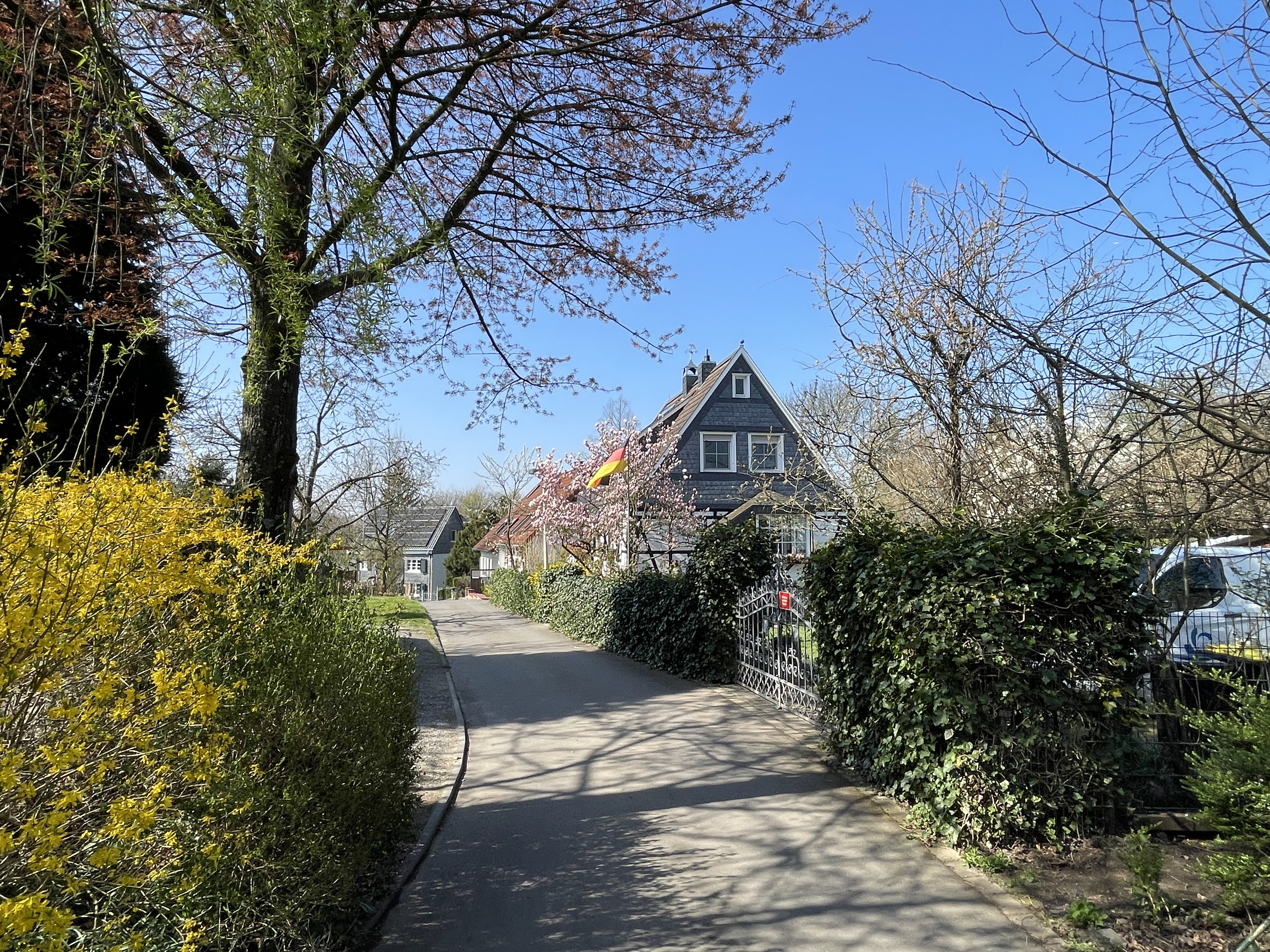
Hintenmeiswinkeler Weg